# Alice Solves the Puzzle

Alice Solves the Puzzle é um curta-metragem de animação produzido nos Estados Unidos, dirigido por Walt Disney e lançado em 1925.
Neste curta também temos a primeira aparição do personagem Bafo de Onça